# Acontia marmoralis
Acontia marmoralis är en fjärilsart som beskrevs av Fabricius 1794. Acontia marmoralis ingår i släktet Acontia och familjen nattflyn. Inga underarter finns listade i Catalogue of Life.